# Krzysztof Siuda
Krzysztof Siuda (ur. 1937, zm. 23 stycznia 2023) – polski biolog, prof. dr hab.

## Życiorys
30 maja 1995  habilitował się na podstawie pracy zatytułowanej Kleszcze Polski (Acari, Ixodicla) część I i II. 8 czerwca 2006 uzyskał tytuł profesora nauk biologicznych. Pracował w Katedrze i Zakładzie Biologii Ogólnej, Molekularnej i Genetyki na Wydziale Lekarskim Śląskiej Akademii Medycznej w Katowicach, oraz w Instytucie Biologii na Wydziale Geograficznym i Biologicznym Uniwersytetu Pedagogicznego im. Komisji Edukacji Narodowej w Krakowie.
Został członkiem Komitetu Parazytologii PAN.

## Odznaczenia i wyróżnienia
- Odznaka Honorowa „Za Wzorową Pracę w Służbie Zdrowia”[1]
- Honorowym order „Laur 50-lecia Śląskiej Akademii Medycznej[1]
- 2003: Złoty Krzyż Zasługi[1][4]
- 2005: Medal Komisji Edukacji Narodowej[1]
- 1998: Medal 50-lecia Polskiego Towarzystwa Parazytologicznego[1]
- 1996: Indywidualna Nagroda Ministra Zdrowia i Opieki Społecznej[1]